# Akrolit

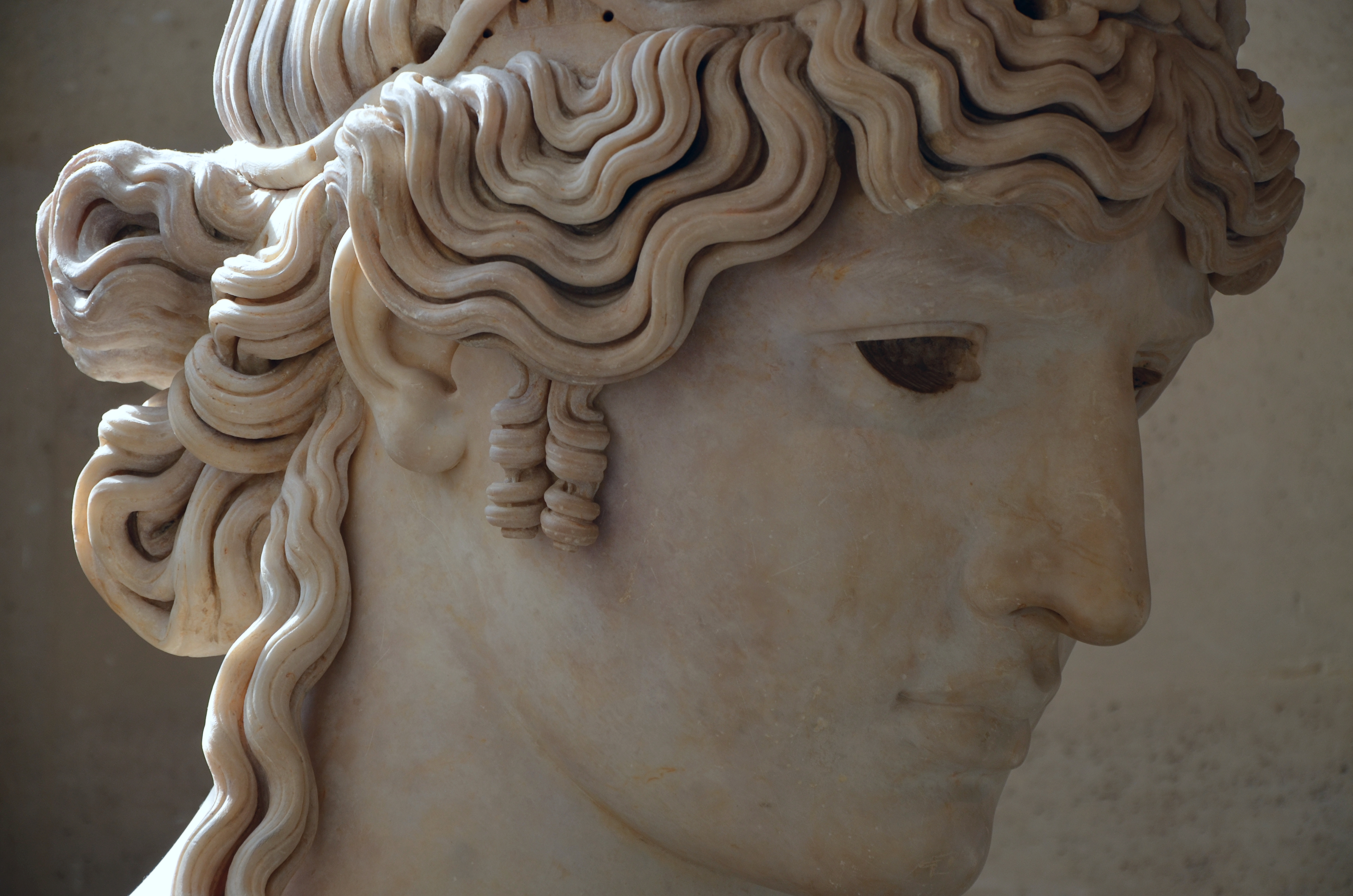
Příklad původně akrolitní sochy: ztvárnění zbožštěného Antinoa, společníka a milence císaře Hadriána

Akrolit je technika tvorby soch, v níž se kombinuje mramor s pozlaceným kovem či dřevem. Z mramoru bývá hlava a odhalené části těla. Roucho, atributy apod. jsou z odlišného materiálu. Název pochází z řečtiny (z řeckého akros – vrchní a lithos – kámen). V řecké a římské antice byla technika akrolitu běžná.